# آمنة نصير
آمنة نصير (ولدت ؟) أستاذة العقيدة والفلسفة والعميدة السابقة لكلية الدراسات الإنسانية بفرع جامعة الأزهر بالإسكندرية.

## سيرتها
ولدت بقرية موشا التابعة لمركز أسيوط في صعيد مصر. وهي خريجة الامريكان كولج سكول (BMI) في أسيوط من قبل ذلك. كان لها موقف معادٍ لارتداء الطالبات النقاب بجامعة الأزهر أواخر عام 2009. نجحت في انتخابات مجلس النواب المصري أواخر عام 2015 مشاركة في قائمة في حب مصر.
وطالبت بإغلاق المعاهد الازهرية لأنها أدَّت إلى تراجع في المجتمع في الرأي العام والثقافة العامَّة، فسلبياتها أكثر من إيجابياتها بحسَب قولها. واشتهرت بفتواها بجواز زواج المسلمة من غير المسلم في الغرب.